# 香格里拉 (科幻小说)
《香格里拉》（日语：シャングリ・ラ）是日本作家池上永一創作的科幻小說，在動畫雜誌《月刊Newtype》2004年4月號至2005年5月號連載，插畫由吉田健一擔任。
故事是以近未來的東京為舞台，這是作者第一次以沖繩之外為舞台的作品。為了寫出以東京為舞台的故事，作者在1998年左右尋找東京的象徵。2003年搭直昇機在東京做遊覽飛行之際，發現了包含皇居之森的東京是個綠化的都市，於是設定森林化的東京為故事舞台。
本作品在2005年早川書房的得到第3名、2005年度票選Best 10的第2名、2006年的第16名。
2008年由烏丸匡作畫的漫畫在季刊《Ace Assault》SPRING號連載，之後轉移到《月刊少年Ace》從2009年1月號到2010年2月號期間進行連載，單行本全4卷。2009年4月改編成電視動畫，台灣於2011年9月20日由Animax首播。

## 故事簡介
在21世紀中葉，聯合國強制性地減少二氧化碳排放水平，以緩和全球暖化危機。 結果，經濟市場轉移到碳貿易。後來，一次巨大地震毀壞了日本關東地區，在無法繳付碳稅的情況下，只好把東京變成吸收二氧化碳、全世界最大的「密林區」。與此同時，阿特拉斯計劃則開始重建東京和監督政府組織，反政府組織METAL AGE則由於它壓迫自然環境而反對。然而，阿特拉斯只能容納350萬人，并且多數人民不允許移居進去，只能在地上以難民的日子苟延殘喘。故事則圍繞一名18歲的少女北条國子而展開。

## 登場人物

### 主要人物
北条國子（Hojo Kuniko，聲優：高橋美佳子）---Digma2
18歲的少女，通稱「小國（くにちゃん）」，反政府組織「METAL AGE（メタル・エイジ）」的現任總裁。
武器是迴旋鏢，擁有優異的動態視力及運動神經，經常穿水手服（過去母校聖路克女子學校制服）及迷你裙。
北条凪子的孫女，也是美邦的姐姐和涼子的妹妹，個性粗枝大葉、堅定不移、純真，涼子及水蛭子口中的「太陽」。
16歲時因為在學校放催淚彈而被逮捕，在少女更生院過了2年（十八歲登場）。動畫為替朋友友香頂罪，友香因為交友不慎遇到個騙她感情的男人，知道真相後拿刀刺傷對方，國子為她頂罪入獄，入獄期間成為獄中老大。
「Triple A（AAA）」之一，即阿特拉斯繼承人的候選人。是太陽表徵，由複制人的方式出生。
三圍：B78・W54・H83。
桃子（Momoko，聲優：中田讓治）
永遠保持28歲（現時實際超過四十歲）的變性人，國子的恩師，視國子為自己的女兒。
被國子以「桃姐（モモれ）」稱呼。
武器是鞭子，運動神經一流，柔道也很優秀的原職業運動員。
個性堅定不移、細心、溫柔。
三圍：B90・W60・H88。
經常穿旗袍及裙子。
草薙國仁（Kusanagi Kunihito，聲優：石井真）--Digma3
陸軍第十高射特科大隊的少尉。
儘管是政府軍成員，個性卻很善良及堅強，很關心部下，亦很受部下愛戴。
很容易暈船。
涼子及水蛭子口中的「大地」。
「Triple A（AAA）」之一，即阿特拉斯繼承人的候選人。
美邦（Mikuni，聲優：有賀由衣）--Digma1
居於阿特拉斯第六層的宮殿「新迎賓館」的8歲女童。
患有一種膠原病，身體無法接觸陽光。
擁有看穿謊言超能力並會主動攻擊殺害說謊者的。
是國子和涼子的妹妹，涼子及水蛭子口中的「月亮」，由試管嬰兒方式出生，其病也是因為基因調整失敗的後遺症。
很喜歡實子。
在最後一集中，實子治好她的病以及不詳之力，最後可以生活在陽光下。
「Triple A（AAA）」之一，即阿特拉斯繼承人的候選人。
鳴瀨涼子（Naruse Ryouko，聲優：五十嵐麗）
阿特拉斯的掌權者，首相鳴瀬慶一郎的孫女，國子和美邦的姐姐，為三姐妹中唯一以傳統優生學出生者。
AA階級原阿特拉斯計劃候選人，個性殘酷、自大、壞脾氣，對下屬很差（尤其是紫音），原著中解釋是和美邦或香凜一樣，代表了制度的統治階級，是很難表達到下屬或平民正面的感情。對水蛭子很忠心，視小夜子為朋友，但因為不懂得如何對平民表現平常心，而只懂得和小夜子競爭。
被「Z4」服務着。
曾於東京大學修讀免疫學。
石田香凛（Ishida Karin，聲優：井口裕香）
10歳的少女，電腦天才，美杜莎的研發者之一。
擁有企業管理碩士，每天待在家中以電腦控制碳貿易。
抱着一隻父母贈予、名叫布丁的小熊。
父母因故無法陪伴在香凜身邊，導致其有社交恐懼症。
在某次因緣會聚之下前往秋葉原遊玩，但因害怕在人群中現身，於是cosplay成小熊的玩偶裝份，模樣極為可愛。
之後以私人的名義將整個秋葉原商店街買下。
香凜的父母親在七歲那年因飛機失事而過世，鳴瀨涼子操作情報隱瞞這件事。其實香凜隱隱約約查覺父母死去的事實，但不願面對現實，這可能也是造成香凜有社交恐懼症的原因。
以平民身分入侵了阿特拉斯的主電腦，篡奪了AAA等級，結果做成了被控制員認為故障，修理期間軍方內部通信混亂而致被奇襲。

### 次要人物

#### 阿特拉斯
小夜子（Sayoko，聲優：石塚理惠）
美邦的近身女醫，A級人員，致力開發膠原病的新藥物中，極討厭涼子。疑似有受虐傾向（桃子曾經羞辱她時覺得很快樂，並要求他再繼續羞辱她）。
曾經有一名夭折的女兒，因為美邦和她患有一種膠原病，所以很疼愛美邦。
眼鏡框裏藏有塗了毒藥的暗器。
曾是東京大學教學醫院的醫生。
九土省吾的姐姐。
多才多藝，不論醫術、科學、電腦科技也有一手，可以用極短的時間內入侵阿提特斯的電腦系統。
今木烈音（Imaki Leon，聲優：中村悠一）
「Z4」之一及紫音的哥哥，負責管理軍隊的事務。
今木紫音（Imaki Sion，聲優：福山潤）
「Z4」之一及烈音的弟弟，負責貼身服待涼子。
四人組中最常挨罵及最軟弱的人。
秦總次郎（Hata Soichiro，聲優：平川大輔）
「Z4」之一，負責向涼子提供情報。
個性忠心耿耿，在「Z4」中算是擔任領導者的角色。
九土省吾（Kudo Shougo，聲優：櫻井孝宏）
「Z4」之一，負責分析。
小夜子的弟弟，暗中協助她。
水蛭子（Hiruko，聲優：金田朋子）
阿提特斯公社的最高經營責任者，但在原著小說中並非一個特別的人物，而是泛指被神明水蛭子附身的巫女，而沒有人可以長期擔任而會在約五至七年後猝死，所以需要預先準備好巫女繼承。
擁有預知的能力。
由於肉體非常脆弱，需要「人柱（處女）」成為自己的靈魂寄生體。
在動畫結局中附身的巫女病死，但在原著中巫女放棄任務逃亡，並由實子代替並由美邦成功解際附身。

#### 新大久保
北条凪子（Hojo Nagiko，聲優：京田尚子）
國子的祖母，「METAL AGE」的前任統帥。
個性細心、有智慧，很擅長烹調。
實際上是阿特拉斯公社的初代總裁。
古河（Furukawa，聲優：柿原徹也）
「METAL AGE」中的科學家，理化學研究所出身。
致力研究抑鬱症藥物。
武彦（Takehiko，聲優：堀內賢雄、西墻由香（少年時代））
「METAL AGE」的參謀長，參加了反政府運動約20年。
個性粗魯，動不動就罵人，但頗關心國子。有個妹妹。
實際上是阿特拉斯的人，被安排送到國子身邊保護她。
動畫中在攻打阿特拉斯時發現妹妹及許多兒童被抓去當水蛭子的人柱，憤而想殺死國子終止阿特拉斯計劃，被草雉所制止掉下河裡。
實子（Miko，聲優：大塚芳忠）
變性人，本名熊谷徹雄。
阿特拉斯抽獎中勝出，移居至新迎賓館服待美邦，很疼愛美邦。
桃子的好友，於小夜子囚禁她時救了她。
後來被涼子抓去成為水蛭子的憑依。
曾經被粒子炮燒成骨灰，但被水蛭子的力量復活，直到解除附身才回復正常。
山崎友香（Yamazaki Tomoka，聲優：山下百合惠）
國子於女子高中認識的好朋友。
個性有點沈默、軟弱，但很關心國子。
後來加盟「METAL AGE」，負責照料難民。
蒲郡由里（Gamagoori Yuri，聲優：三澤紗千香）
國子於女子高中認識的好朋友。
個性開朗、經常露出笑容。
後來加盟「METAL AGE」，負責照料難民。

### 其他角色
張（Chan，聲優：吉野裕行）
25歳，男性，新加坡人，美杜莎的研發者之一。
個性成熟，會給予香凜建言。後來為阻止美杜莎暴走，與凪子聯手封鎖美杜莎。
克拉莉斯（聲優：渡邊久美子）
德國女性，香凜在商場上的戰友之一，實際年齡未知，年約20多歲的金髮女性。曾不聽香凛勸告而破產，被稱做窮光蛋克拉莉斯。在向香凛求救的時候，透露自己平時奢侈的消費習慣。與實際年齡相反，在網路上時略帶著稚氣。在最終話時與張一起拜訪香凜。
金絲雀（聲優：入野自由）
唯一出現在動畫第11話的唱歌的金髮少年，也是繼承者之一，可卻得了重症而死出現在國仁的回憶裡。
塔爾夏
阿特拉斯的設計者和美杜莎的開發者之一，凪子的朋友，原世界首富和現任聯合國特使，因為日本內亂擴大而制裁日本。
在本編世界觀聯合國有接近科幻的地球聯邦的權力和實力，可以輕易合法地干涉成員國的內政。

## 用語
阿特拉斯（Atlas）
東京都中心聳立的超級空中都市，13層的建築物，每層面積650萬平方米高數百米，只能供3,500,000人居住。平民要移居到裡面只有購買「阿特拉斯公債（アトラス國債）」或抽獎兩種方法。國民亦分為Ａ至Ｇ階級，A至D級可以入住阿特拉斯，Ａ階級者擁有生殺大權，多為閣僚及特權階級（例：鳴瀨涼子）。普通居民頂多成為Ｂ階級人士。
阿提特斯各層名稱：
- 第三層：新六本木
- 第四層：新代代木
- 第五層：新霞關
- 第六層：新迎賓館
- 第八層: 阿特拉斯公社總部和和政治機能的集中地。
- 第零層：元皇居
- 第十三層：新皇居

在A階級上尚有兩種更高級的身分，即AAA和AA，其實都是指阿特拉斯下任的領袖的候選人。本來只有AA，但因為武彥為了逼使阿特拉斯最高決策層提早委任新的領袖，而追殺其他的AA成員。阿特拉斯只好在呼聲最高的國子和美邦中，故意以人質和武力威逼其破解阿特拉斯的主電腦的宙斯密碼，但因為兩人都在指定時間內成功解碼，而只好暫時把兩人稱為AAA和作全面保護，以備下次再選舉。至於其他AA成員僅有涼子正式登場。而後宙斯突然因為其為舊日本皇室順序合法繼承人授與國仁AAA的稱號，香凜以平民身分成功解碼又再度增加了AAA的候選人，結果引發了操作者認為其出現故障而把格式化，結果引起自衛隊的數據鏈路失效和金屬世紀乘虛而入，展開了故事終局的戰鬥
阿特拉斯公社（Atlas Corporation）
推動阿特拉斯計劃的公司，擁有和日本政府不相上下的權力。其外觀頗像出雲大社。第一任總裁為北條凪子。
伊卡洛斯（Icarus）
人造衛星，負責監測二氧化碳排放量。
美杜莎（Medusa）
擁有預知碳素稅指數的能力、具人工智慧的程式，由香凜及張等人研發，比香凜想像中成長得更快。本體位於「避稅港」、馬紹爾群島海底。
秋葉原（Akihabara）
治外法權的地區兼非武裝地帶，全日本最大的黑市。多數非法組織（例：METAL AGE）均在這兒購買槍枝、武器等用品。目前態度為中立。
代達羅斯（Daedalus）
是一種以遺傳因子所製造出來能吸收大量二氧化碳、繁殖力極高的植物，長於「密林區」裡。由於會釋出有毒的氮氧化物，儘管降低了要繳付的碳稅，卻導致該區被污染，人類無法居住。

### 特別設定機械
- 珀耳修斯以希臘神話人物命名的，原著中全光學隱形的航空母艦，使用最新擬態裝甲，甚至可以假裝成別鯨魚和小島，即使目視也難以識別的，是日本所建造的最新銳武器，國仁亦在艦上服役。
- XB-35動畫中為了不被發現和駭客入侵，金屬世紀特地買下這架古董的B-2的原型改良，有低可偵測性和全手動能完全電波靜默，可以輕易接近阿特拉斯的防空區內。
- 泰坦原著中末段登場的聯合國軍的空中母艦，是人類歷來最大的飛行器，連日本首相都不知道其存在。使用太陽能發電人造衛星供電起飛和發射荷電粒子砲，把被水蛭子附身者實子燒成骨灰。

## 出版書籍
- 單行本：角川書店、2005年9月22日發售[2]、ISBN 4-04-873640-X
- 文庫本：角川書店〈角川文庫〉（下冊卷末解說：簡井康隆）

木馬文化另有套書（ISBN 978-986-620-006-9)
| 冊數 | 角川書店       | 角川書店               | 木馬文化      | 木馬文化               |
| 冊數 | 發售日期       | ISBN                   | 發售日期      | ISBN                   |
| ---- | -------------- | ---------------------- | ------------- | ---------------------- |
| 上   | 2008年10月25日 | ISBN 978-4-04-364704-0 | 2011年9月29日 | ISBN 978-986-120-935-7 |
| 下   | 2008年10月25日 | ISBN 978-4-04-364705-7 | 2011年9月29日 | ISBN 978-986-620-005-2 |

### 漫畫
- 原作：池上永一、漫畫：烏丸匡〈角川Comics Ace〉、全4卷

| 冊數 | 角川書店       | 角川書店               | 台灣角川       | 台灣角川               |
| 冊數 | 發售日期       | ISBN                   | 發售日期       | ISBN                   |
| ---- | -------------- | ---------------------- | -------------- | ---------------------- |
| 1    | 2008年11月21日 | ISBN 978-4-04-715134-5 | 2010年3月24日  | ISBN 978-986-237-574-7 |
| 2    | 2009年4月23日  | ISBN 978-4-04-715236-6 | 2010年5月22日  | ISBN 978-986-237-662-1 |
| 3    | 2009年9月24日  | ISBN 978-4-04-715294-6 | 2010年6月12日  | ISBN 978-986-237-691-1 |
| 4    | 2010年2月23日  | ISBN 978-4-04-715387-5 | 2010年10月15日 | ISBN 978-986-237-902-8 |

## 電視動畫

### 製作人員
- 監督：別所誠人
- 人物設定：村田蓮爾、石井久美（動畫）
- 美術監督：池田繁美
- 色彩設計：三笠修
- 音響監督：鶴岡陽太
- 攝影監督：佐藤勝史
- 音樂：黑石瞳
- 製作：香格里拉製作委員會

### 主題曲
片頭曲：「キミシニタモウコトナカレ」
作詞：岩里祐穂、作曲・編曲：本間昭光、歌：May'n
片尾曲：「はじまりの朝に光あれ。」（第1話、第2話、第4話、第5話、第6話、第8話、第10話、第13話、第15話、第17話、第18話、第19話、第21話、第23話）
作詞・作曲・編曲：黑石瞳、歌：midori
片尾曲：「月に隠せし蝶の夢」（第3話、第7話、第9話、第11話、第12話、第14話、第16話、第20話、第22話）
作詞・作曲・編曲：黑石瞳、歌：midori
插曲：「胡鳥無限」（第11話）
作詞・作曲・編曲：黑石瞳、歌：Hitomi
插曲：「耳飾りの約束」
作詞・作曲・編曲：黑石瞳、歌：Hitomi
插曲：「オレンジかんだら」（第12話）
作詞・作曲・編曲：黑石瞳、歌：マジカルギーナ（松元環季）
插曲：「キミシニタモウコトナカレ（バラード ver.）」（第19話）
作詞：岩里祐穂、作曲・編曲：本間昭光、歌：May'n
插曲：「天への祈り」（第24話）
作詞・作曲・編曲：黑石瞳、歌：Hitomi
插曲：「シャングリ・ラを目指して」（第24話）
作詞・作曲・編曲：黑石瞳、歌：Hitomi

### 各話列表
| 話數       | 中文標題   | 日文標題 | 腳本              | 分鏡                | 演出              | 作畫監督                                                                               |
| ---------- | ---------- | -------- | ----------------- | ------------------- | ----------------- | -------------------------------------------------------------------------------------- |
| 第一話     | 少女回歸   |          | 大野木寬          | 別所誠人            | 別所誠人          | 清水貴子、海老原雅夫                                                                   |
| 第二話     | 池袋樹海   |          | 大野木寬          | 別所誠人            | 白石道太          | 飯飼一幸、松岡秀明                                                                     |
| 第三話     | 天地的層次 |          | 根元歲三          | 根本清              | 田端昌弓          | 籐部生馬、吉田雄一                                                                     |
| 第四話     | 超秋葉原   |          | 加藤陽一          | 森健 別所誠人       | 野上和男 奧野耕太 | 內田真樹、日下岳史、田中春香 河野悅隆、佐藤道雄、山根理宏                              |
| 第五話     | 亂心嵐舞   |          | 根元歲三          | 平田智浩            | 上田繁            | 中村深雪                                                                               |
| 第六話     | 虛構戰線   |          | 大野木寬          | 飯田馬之介          | 福田貴之          | 龜井大祐、池田廣明                                                                     |
| 第七話     | 悲想恩仇   |          | 加藤陽一          | 青木英              | 高橋幸雄          | 千葉健二、武智敏光、日下岳史                                                           |
| 第八話     | 口紅的淒楚 |          | 大野木寬          | 根本清              | 丸山由太          | 蘇武裕子                                                                               |
| 第九話     | 天啟陽月   |          | 綾奈由仁子        | 杜孟子              | 土屋康郎          | 吉田雄一、江上夏樹、龜井大祐                                                           |
| 第十話     | 咒語之劍   |          | 根元歲三          | 千明孝一 兒玉源太郎 | 上田繁 佐藤光     | 中村深雪                                                                               |
| 第十一話   | 鳥兒夢幻   |          | 出淵裕            | 森健                | 荒井省吾          | 河野悅隆                                                                               |
| 第十二話   | 生勢流轉   |          | 加藤陽一          | 根本清              | 福田貴之          | 龜井大祐、池田廣明                                                                     |
| 第十三話   | 飛行少女   |          | 武半慎吾          | 竹內敦志            | 友田政晴          | 神戶洋行                                                                               |
| 第十四話   | 變貌都市   |          | 綾奈由仁子        | 福田紀之            | 福田紀之          | 中村直人、柴田勝紀                                                                     |
| 第十五話   | 迷失敗退   |          | 根元歲三          | 森健                | 佈施康之          | 籐部生馬、吉田雄一                                                                     |
| 第十六話   | 狂亂樹獄   |          | 大野木寬          | 岩田幸大            | 丸山由太          | 中村深雪                                                                               |
| 第十七話   | 暗夜行路   |          | 加藤陽一          | 福田道生            | 福田貴之          | 龜井大祐、本多みゆき、澤田貴秋                                                         |
| 第十八話   | 雙頭奇譚   |          | 根元歲三          | 高橋幸雄            | 高橋幸雄          | 佐藤道雄、日下岳史                                                                     |
| 第十九話   | 東京空襲   |          | 根元歲三          | 大原實              | 上田繁            | 蘇武裕子、小林利充                                                                     |
| 第二十話   | 連綿之調音 |          | 綾奈由仁子        | 福田貴之            | 福田貴之          | 籐部生馬、吉田雄一 江上夏樹、龜井大祐                                                  |
| 第二十一話 | 聖地消失   |          | 加藤陽一          | 小澤一浩            | 上田繁            | 千葉健二、內田真樹、田中春香                                                           |
| 第二十二話 | 永遠之絆   |          | 大野木寬 根元歲三 | 森健                | 丸山由太          | 小林利充、中村深雪                                                                     |
| 第二十三話 | 崩壞序曲   |          | 大野木寬 根元歲三 | 稻垣隆行            | 高橋幸雄          | 高岡淳一、佐藤道雄、日下岳史                                                           |
| 最終話     | 理想鄉土   |          | 大野木寬          | 別所誠人            | 別所誠人          | 石井久美、高岡淳一、中村深雪 千葉健二、小林利充、中村直人 佐藤道雄、內田真樹、日下岳史 |

### 播放電視台
日本深夜動畫：下文記載的日本国内播放時間使用日本標準時間（UTC+9）表示。因為部分時間标识會採用30小时制，因此請留意这类超过24:00的时间，其實際播放時間為翌日清晨。
| 電視台       | 播放期間                 | 播出時間                      | 所屬電視網 |
| ------------ | ------------------------ | ----------------------------- | ---------- |
| 千葉電視台   | 2009年4月5日 - 9月13日   | 星期日24時00分 - 24時30分     | 獨立UHF    |
| 埼玉電視台   | 2009年4月5日 - 9月13日   | 星期日25時30分 - 26時00分     | 獨立UHF    |
| 京都放送     | 2009年4月6日 - 9月14日   | 星期一25時00分 - 25時30分     | 獨立UHF    |
| 神奈川電視台 | 2009年4月6日 - 9月14日   | 星期一25時15分 - 25時45分     | 獨立UHF    |
| SUN電視台    | 2009年4月7日 - 9月15日   | 星期二24時00分 - 24時30分     | 獨立UHF    |
| TVQ九州放送  | 2009年4月7日 - 9月15日   | 星期二25時53分 - 26時23分     | 東京電視網 |
| TOKYO MX     | 2009年4月8日 - 9月16日   | 星期三25時30分 - 26時00分     | 獨立UHF    |
| 北海道電視台 | 2009年4月9日 - 9月17日   | 星期四25分30分 - 26時00分     | 東京電視網 |
| 愛知電視台   | 2009年4月9日 - 9月17日   | 星期四25分58分 - 26時28分     | 東京電視網 |
| BIGLOBE      | 2009年4月10日 - 9月18日  | 星期五17時00分更新            | 網路電視   |
| BS11         | 2009年6月5日 - 11月13日  | 星期五24時00分 - 24時30分     | 衛星電視   |
| AT-X         | 2010年5月8日 - 10月16日  | 星期六08時00分 - 08時30分     | 衛星電視   |
| Animax       | 2011年9月20日 - 11月21日 | 星期一至五22時30分 - 23時00分 | 有線電視   |

## 外部連結
- 角川書店 （页面存档备份，存于） （日語）
- 電視動畫官網 （日語）